# كريستيانا كابوتوندي
كريستيانا كابوتوندي هي ممثلة إيطالية ولدت في 13 سبتمبر 1980.

## روابط خارجية
- كريستيانا كابوتوندي على موقع IMDb (الإنجليزية)
- كريستيانا كابوتوندي على موقع ميتاكريتيك (الإنجليزية)
- كريستيانا كابوتوندي على موقع روتن توميتوز (الإنجليزية)
- كريستيانا كابوتوندي على موقع ألو سيني (الفرنسية)
- كريستيانا كابوتوندي على موقع أول موفي (الإنجليزية)
- كريستيانا كابوتوندي على موقع قاعدة بيانات الأفلام السويدية (السويدية)
- كريستيانا كابوتوندي على موقع قاعدة بيانات الفيلم (الإنجليزية)
- كريستيانا كابوتوندي على موقع كينوبويسك (الروسية)